# NGC 4283
NGC 4283 est une petite galaxie elliptique située dans la constellation de la Chevelure de Bérénice. NGC 4283 a été découverte par l'astronome germano-britannique William Herschel en 1785.

## Caractéristiques

### Distance
Sa vitesse par rapport au fond diffus cosmologique est de 1 341 ± 21 km/s, ce qui correspond à une distance de Hubble de 19,8 ± 1,4 Mpc (∼64,6 millions d'al).
À ce jour, 16 mesures non basées sur le décalage vers le rouge (redshift) donnent une distance de 19,748 ± 14,552 Mpc (∼64,4 millions d'al), ce qui est à l'intérieur des valeurs de la distance de Hubble.

## Groupe de NGC 4274 et Groupe de NGC 4725
Selon A.M. Garcia, la galaxie NGC 4283 fait partie d'un groupe de galaxies qui compte au moins 19 membres, le groupe de NGC 4274. Les autres membres du New General Catalogue du groupe sont NGC 4020, NGC 4062, NGC 4136, NGC 4173, NGC 4203, NGC 4245, NGC 4251, NGC 4274, NGC 4278, NGC 4308, NGC 4310, NGC 4314, NGC 4359, NGC 4414, NGC 4509 et NGC 4525.
D'autre part, sept des galaxies de ce groupe (NGC 4245, NGC 4251, NGC 4274, NGC 4278, NGC 4283, NGC 4310 et NGC 4314) font partie d'une autre groupe décrit dans un article publié en 1998 par Abraham Mahtessian. Il s'agit du groupe de NGC 4725, la galaxie la plus brillante de ce groupe qui compte 16 membres. Certaines galaxies du groupe de NGC 4725 font partie d'autres groupes décrits dans l'article de Garcia. Les frontières entre les groupes ne sont pas clairement établies et dépendent des critères de proximité utilisés par les auteurs.